# Шиманівське залізорудне родовище
Шиманівське залізорудне родовище — одне з перспективних родовищ Криворізького залізорудного басейну.

## Опис
Шиманівське родовище має 355 млн тонн виміряних і 290 млн тонн вивірених запасів, а також 188 млн тонн передбачуваних. Вміст заліза в виміряних запасах — 32 %, магнетиту — 19,5 %.
Запропонована земельна ділянка наразі використовується Міністерством оборони для навчання.
Управління Black Iron в даний час аналізує придатність цієї землі з соціальної та технічної точок зору.
Для забезпечення права на цю землю компанія повинна погодити компенсаційний пакет з Міністерством оборони і урядом України.
Шиманівське залізорудне родовище оточене п'ятьма іншими діючими видобувними підприємствами, у тому числі залізорудним комплексом ArcelorMittal.